# Henri Camara
Henri Camara (født 10. maj 1977 i Dakar) er en senegalesisk fodboldspiller, der spiller som angriber for den græske klub Ionikos FC.
Han har tidligere spillet for den græske klub Atromitos og inden da for klubber i Frankrig og Schweiz. Han spillede 30 kamper for Wolverhampton, inden han blev udlånt til Celtic i Skotland i 2004. I 2005 blev han udlejet til Southampton FC, før han kom til Wigan i samme år.
Henri Camara har spillet over 100 landskampe for Senegal og er topscorer for fodboldlandsholdet.